# Baranya
Baranya (chorvatsky Baranja, srbsky Барања) je župa v jižním Maďarsku. Baranya sousedí s Chorvatskem a s maďarskými župami Somogy, Tolna a Bács-Kiskun. Hlavní město župy Baranya je Pécs.

## Geografie
Župa je na maďarské poměry docela kopcovitá. Na sever od města Pécs se rozkládá pohoří Mecsek s hustými lesy. Na jihu protéká řeka Dráva, která tvoří hranici s Chorvatskem a na západě protéká Dunaj.

## Okresy
- Okres Komló
- Okres Mohács
- Okres Pécs
- Okres Pécsvárad
- Okres Hegyhát
- Okres Sellye
- Okres Siklós
- Okres Szentlőrinc
- Okres Szigetvár

## Města
Počet obyvatel v roce 2001.
- Pécs (156 649)
- Komló (27 462)
- Mohács (19 085)
- Szigetvár (11 492)
- Siklós (10 384)
- Szentlőrinc (7265)
- Kozármisleny (4247)
- Pécsvárad (4104)
- Bóly (3715)
- Sásd (3570)
- Harkány (3519)
- Sellye (3248)
- Villány (2793)